# Anhui
Anhui (en chino, 安徽; pinyin, Ānhuīⓘ) es una provincia de la República Popular China. Su capital es Hefei. Situada al este del país, limita con Shandong, Jiangsu, Zhejiang, Jiangxi, Hubei y Henan.
Con una población de alrededor de 60 millones de habitantes, Anhui es la octava provincia más poblada de China. Es la 22.ª provincia china más grande en cuanto a superficie, y la 12.ª más densamente poblada de las 34 regiones provinciales chinas. La población de Anhui está compuesta mayoritariamente por chinos Han. Las lenguas que se hablan en la provincia son el mandarín de jianghuai, el wu, el hui, el gan y una pequeña parte del chino mandarín de Zhongyuan.
El nombre "Anhui" deriva de los nombres de dos ciudades: Anqing y Huizhou (actual ciudad de Huangshan). La abreviatura de Anhui en pinyin es wǎn (皖), por el histórico Estado de Wan, el monte Wan y el río Wan.
La administración de Anhui está compuesta por el sistema administrativo provincial, dirigido por el gobernador, el Congreso Provincial, la Conferencia Consultiva Política del Pueblo y el Tribunal Popular Superior Provincial. Anhui es conocida como una provincia con tradición política en el sistema de gobierno de China. 
El PIB total de la provincia de Anhui ocupó el 11.º lugar entre las 31 divisiones administrativas de China en 2019.

## Historia
La provincia de Anhui se estableció en el sexto año de reinado del emperador Kangxi de la dinastía Qing (1667); antes no existía un concepto coherente de "Anhui". La provincia también tiene otro nombre, "Wan", porque, durante el Período de primavera y otoño (722-481 a. C.), un pequeño país llamado "Wan" estaba allí y una montaña llamada "Wanshan" está en la provincia. 

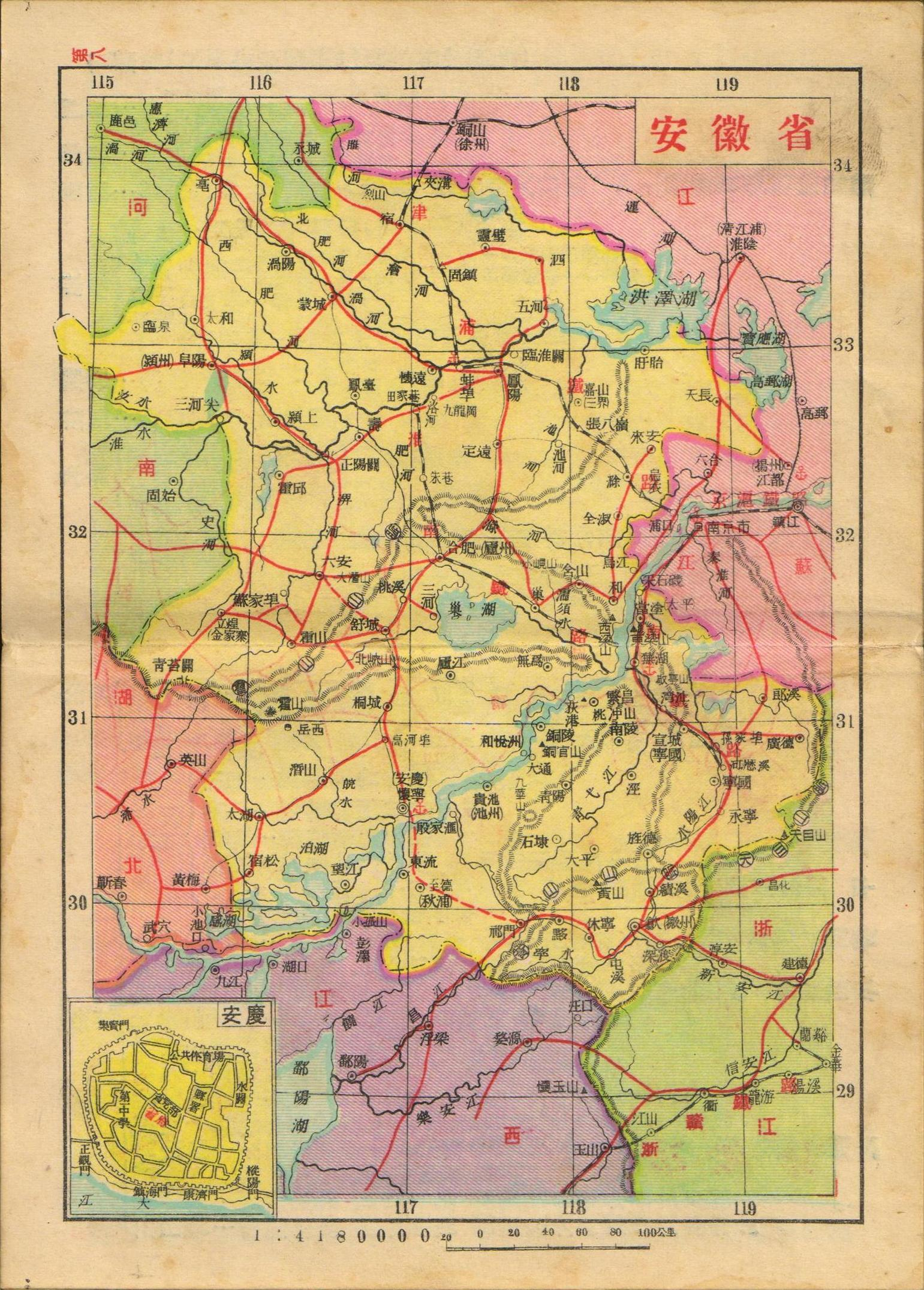
Anhui en 1936

Antes de que se estableciera Anhui, esta tierra tenía una larga historia. Hace 20 000 años, los seres humanos habitaban esta zona, como demuestran algunos hallazgos en el condado de Fanchang. Los arqueólogos han identificado los dominios culturales de Yangshao y Longshan, datados en el Neolítico (hace entre 4000 y 10 000 años). En relación con estas culturas, los arqueólogos han descubierto a través de la excavación una ciudad de 4500 años de antigüedad llamada las Ruinas de Nanchengzi en el condado de Guzhen, después de que descubrieran una muralla neolítica y un foso que formaba parte de una ciudad mucho más grande e integrada en la región durante su desenterramiento en 2013.
En la provincia se han encontrado numerosos yacimientos históricos del periodo de la dinastía Xia (2100 a. C.) a los Reinos Combatientes (475-221 a. C.). Después de que la dinastía Qin unificara China, esta zona perteneció a diferentes prefecturas, como las de Jiujiang, Zhang, Tang y Sishui. Anhui pasó a formar parte de las prefecturas Yang, Yu y Xu durante las dinastías Han. En el periodo de los Tres Reinos (222-280 d. C.), Anhui fue dominada por separado por el Estado Wu y el Estado Wei. Durante la dinastía Jin, las dinastías del Norte y del Sur y la dinastía Sui, Anhui formó parte de las prefecturas Yang, Xu y Yu, respectivamente. Más tarde, la zona Hui floreció rápidamente y la economía y la cultura de la prefectura Hui crearon una gran influencia durante la dinastía Song. Durante la dinastía Yuan, gobernada por el emperador mongol, la zona de Anhui formaba parte de la provincia de Henan. Durante la dinastía Ming, la zona fue gestionada directamente por la administración de la capital de Nankín. Poco después del establecimiento de la dinastía Qing, esta zona y la provincia de Jiangsu se fusionaron como una sola provincia hasta el sexto año (1666 o 1667) del reinado del emperador Kangxi en la dinastía Qing.
Más tarde, durante la dinastía Qing, Anhui desempeñó un papel importante en el Movimiento de Autoafirmación dirigido por Li Hongzhang, un importante primer ministro durante la última dinastía Qing. En esta época, se introdujeron en China muchas armas, fábricas y conceptos de gobierno modernos occidentales. Durante los siguientes 50 años, Anhui se convirtió en una de las zonas más agresivas con el pensamiento liberal. En este entorno, aparecieron muchos ideólogos en Anhui. Varios de ellos influyeron en el futuro de China, como Hu Shih, filósofo, ensayista y diplomático chino, y Chen Duxiu, fundador del Partido Comunista Chino y primer secretario general del PCCh.
En 1938, las zonas norte y central de la provincia sufrieron grandes daños porque Chiang Kai-shek, el entonces presidente de la República de China, rompió la presa del río Amarillo, con la esperanza de que esta estrategia pudiera frenar la invasión del Ejército Imperial Japonés. En tan sólo diez días desde la ruptura de la presa, el agua y las arenas ahogaron toda la zona norte y media de esta provincia, perdiéndose entre 500 000 y 900 000 vidas chinas, además de un número desconocido de soldados japoneses. La inundación impidió al ejército japonés tomar Zhengzhou.
Tras el final de la segunda guerra sino-japonesa en 1945, la capital de la provincia de Anhui se trasladó a lo que entonces era una pequeña ciudad, Hefei. Al mismo tiempo, el gobierno provincial gastó mucha energía y dinero para desarrollar esta nueva capital, que se ha convertido en la ciudad Top 25 de China (de un total de 660 ciudades de toda China) en la década de 2010. Después de 1949, el gobierno también puso en marcha muchos proyectos de agua para resolver el daño de la Segunda Guerra Mundial. Además, muchas otras zonas de China apoyaron el desarrollo de Anhui. A finales de la década de 1990, la provincia se había convertido en una de las de mayor crecimiento de China. En la década de 2010, la provincia pasó a formar parte del Área Económica del Delta del Río Yangtze de China, que es la zona más desarrollada de China. Y la capital, Hefei, se establece como la ciudad subcentral de esta Área Económica, sólo después de Shanghái, Nankín y Hangzhou.
Desde el punto de vista cultural, el norte de Anhui formaba parte de la llanura del Norte de China junto con las actuales provincias de Henan, el norte de Jiangsu y el sur de Shandong. El centro de Anhui estaba densamente poblado y constituía en su mayoría tierras fértiles de la cuenca del río Huai. En cambio, la cultura del sur de Anhui, bordeada en su mayor parte por el Yangtze, estaba más cerca de las provincias de Jiangxi y el sur de Jiangsu. Las colinas del sureste de Anhui formaban una esfera cultural propia y única.

## División administrativa
Anhui está dividida en dieciséis divisiones a nivel de prefectura:
| Divisiones administrativas de Anhui                                                                                        | Divisiones administrativas de Anhui | Divisiones administrativas de Anhui | Divisiones administrativas de Anhui | Divisiones administrativas de Anhui | Divisiones administrativas de Anhui | Divisiones administrativas de Anhui | Divisiones administrativas de Anhui |
| --- | ----------------------------------- | ----------------------------------- | ----------------------------------- | ----------------------------------- | ----------------------------------- | ----------------------------------- | ----------------------------------- |
| Hefei Wuhu Bengbu Huainan Ma'anshan Huaibei Tongling Anqing Huangshan Chuzhou Fuyang Suzhou Lu'an Bozhou Chizhou Xuancheng |                                     |                                     |                                     |                                     |                                     |                                     |                                     |
| Código de división | División                            | Área en km2                         | Población (censo de 2010)           | Sede                                | Divisiones                          | Divisiones                          | Divisiones                          |
| Código de división | División                            | Área en km2                         | Población (censo de 2010)           | Sede                                | Distritos                           | Condados                            | Ciudades-condado                    |
| 340000 | Provincia de Anhui                  | 139600.00                           | 59,500,468                          | Ciudad de Hefei                     | 45                                  | 50                                  | 9                                   |
| 340100 | Ciudad de Hefei                     | 11,445.06                           | 7,457,027                           | Shushan District                    | 4                                   | 4                                   | 1                                   |
| 340200 | Ciudad de Wuhu                      | 6,004.97                            | 3,545,067                           | Jiujiang District                   | 5                                   | 1                                   | 1                                   |
| 340300 | Ciudad de Bengbu                    | 5,950.72                            | 3,164,467                           | Bengshan District                   | 4                                   | 3                                   |                                     |
| 340400 | Ciudad de Huainan                   | 5532.30                             | 3,342,012                           | Tianjia'an District                 | 5                                   | 2                                   |                                     |
| 340500 | Ciudad de Maanshan                  | 4,049.13                            | 2,202,899                           | Yushan District                     | 3                                   | 3                                   |                                     |
| 340600 | Ciudad de Huaibei                   | 2,740.91                            | 2,114,276                           | Xiangshan District                  | 3                                   | 1                                   |                                     |
| 340700 | Ciudad de Tongling                  | 2,937.83                            | 1,562,670                           | Tongguan District                   | 3                                   | 1                                   |                                     |
| 340800 | Ciudad de Anqing                    | 13,525.03                           | 4,472,667                           | Yingjiang District                  | 3                                   | 5                                   | 2                                   |
| 341000 | Ciudad de Huangshan                 | 9,678.39                            | 1,358,980                           | Tunxi District                      | 3                                   | 4                                   |                                     |
| 341100 | Ciudad de Chuzhou                   | 13,515.99                           | 3,937,868                           | Langya District                     | 2                                   | 4                                   | 2                                   |
| 341200 | Ciudad de Fuyang                    | 10,118.17                           | 7,599,913                           | Yingzhou District                   | 3                                   | 4                                   | 1                                   |
| 341300 | Ciudad de Suzhou                    | 9,938.77                            | 5,352,924                           | Yongqiao District                   | 1                                   | 4                                   |                                     |
| 341500 | Ciudad de Lu'an                     | 15,450.82                           | 4,603,585                           | Jin'an District                     | 3                                   | 4                                   |                                     |
| 341600 | Ciudad de Bozhou                    | 8,521.23                            | 4,850,657                           | Qiaocheng District                  | 1                                   | 3                                   |                                     |
| 341700 | Ciudad de Chizhou                   | 8,364.81                            | 1,402,518                           | Guichi District                     | 1                                   | 3                                   |                                     |
| 341800 | Ciudad de Xuancheng                 | 12,312.55                           | 2,532,938                           | Xuanzhou District                   | 1                                   | 4                                   | 2                                   |

### Áreas urbanas
| Población por zonas urbanas de las prefecturas y ciudades de condado | Población por zonas urbanas de las prefecturas y ciudades de condado | Población por zonas urbanas de las prefecturas y ciudades de condado | Población por zonas urbanas de las prefecturas y ciudades de condado | Población por zonas urbanas de las prefecturas y ciudades de condado |
| #                                                                    | Ciudad                                                               | Área urbana                                                          | Área distrital                                                       | Ciudad propiamente dicha                                             |
| -------------------------------------------------------------------- | -------------------------------------------------------------------- | -------------------------------------------------------------------- | -------------------------------------------------------------------- | -------------------------------------------------------------------- |
| 1                                                                    | Hefei                                                                | 3,098,727                                                            | 3,310,268                                                            | 7,457,027                                                            |
| 2                                                                    | Huainan                                                              | 1,238,488                                                            | 1,666,826                                                            | 3,342,012                                                            |
| 3                                                                    | Wuhu                                                                 | 1,108,087                                                            | 2,487,111                                                            | 2,263,123                                                            |
| 4                                                                    | Huaibei                                                              | 854,696                                                              | 1,113,321                                                            | 2,114,276                                                            |
| 5                                                                    | Bengbu                                                               | 793,866                                                              | 972,784                                                              | 3,164,467                                                            |
| 6                                                                    | Fuyang                                                               | 780,522                                                              | 1,768,947                                                            | 7,599,913                                                            |
| 7                                                                    | Suzhou                                                               | 742,685                                                              | 1,647,642                                                            | 5,352,924                                                            |
| 8                                                                    | Lu'an                                                                | 661,217                                                              | 1,644,344                                                            | 4,603,585                                                            |
| (8)                                                                  | Lu'an (nuevo distrito)                                               | 134,239                                                              | 134,239                                                              | véase Lu'an                                                          |
| 9                                                                    | Maanshan                                                             | 657,847                                                              | 741,531                                                              | 2,304,774                                                            |
| (9)                                                                  | Ma'anshan (nuevo distrito)                                           | 169,888                                                              | 169,888                                                              | véase Ma'anshan                                                      |
| 10                                                                   | Anqing                                                               | 570,538                                                              | 780,514                                                              | 4,472,667                                                            |
| 11                                                                   | Bozhou                                                               | 474,318                                                              | 1,409,436                                                            | 4,850,657                                                            |
| 12                                                                   | Tongling                                                             | 438,981                                                              | 474,363                                                              | 1,562,670                                                            |
| (13)                                                                 | Chaohu                                                               | 404,789                                                              | 780,711                                                              | véase Hefei                                                          |
| 14                                                                   | Chuzhou                                                              | 392,461                                                              | 562,321                                                              | 3,937,868                                                            |
| 15                                                                   | Tianchang                                                            | 324,625                                                              | 602,840                                                              | véase Chuzhou                                                        |
| 16                                                                   | Xuancheng                                                            | 315,058                                                              | 772,490                                                              | 2,532,938                                                            |
| 17                                                                   | Chizhou                                                              | 289,122                                                              | 595,268                                                              | 1,402,518                                                            |
| 18                                                                   | Huangshan                                                            | 287,576                                                              | 460,786                                                              | 1,358,980                                                            |
| 19                                                                   | Tongcheng                                                            | 269,346                                                              | 664,455                                                              | véase Anqing                                                         |
| 20                                                                   | Ningguo                                                              | 231,090                                                              | 376,857                                                              | véase Xuancheng                                                      |
| 21                                                                   | Jieshou                                                              | 214,776                                                              | 561,956                                                              | véase Fuyang                                                         |
| 22                                                                   | Mingguang                                                            | 204,323                                                              | 532,732                                                              | véase Chuzhou                                                        |
| (23)                                                                 | Qianshan                                                             | 165,779                                                              | 500,292                                                              | véase Anqing                                                         |

## Geografía
Anhui tiene una gran diversidad topográfica. El norte de la provincia forma parte de la Llanura del Norte de China, mientras que las zonas del centro-norte forman parte de la cuenca del río Huai. Ambas regiones son muy llanas y están densamente pobladas. El terreno se vuelve más accidentado hacia el sur, con las montañas Dabie ocupando gran parte del suroeste de Anhui y una serie de colinas y cordilleras que atraviesan el sureste de Anhui. El río Yangtze se abre paso por el sur de Anhui entre estas dos regiones montañosas. El pico más alto de Anhui es el Pico del Loto, que forma parte de Huangshan, en el sureste de Anhui. Tiene una altitud de 1873 m.
Los principales ríos son el Huai, en el norte, y el Yangtze, en el sur. El mayor lago es el Chaohu, situado en el centro de la provincia, con una superficie de unos 800 km². La parte sureste de la provincia, cerca del río Yangtze, también tiene muchos lagos.
Al igual que la topografía, el clima de la provincia difiere de norte a sur. El norte es más templado y tiene estaciones más despejadas. Las temperaturas en enero rondan los -1 a 2 °C al norte del río Huai, y de 0 a 3 °C al sur del río Huai; en julio las temperaturas son de 27 °C o más. En junio y julio se producen lluvias torrenciales que pueden provocar inundaciones.

## Economía

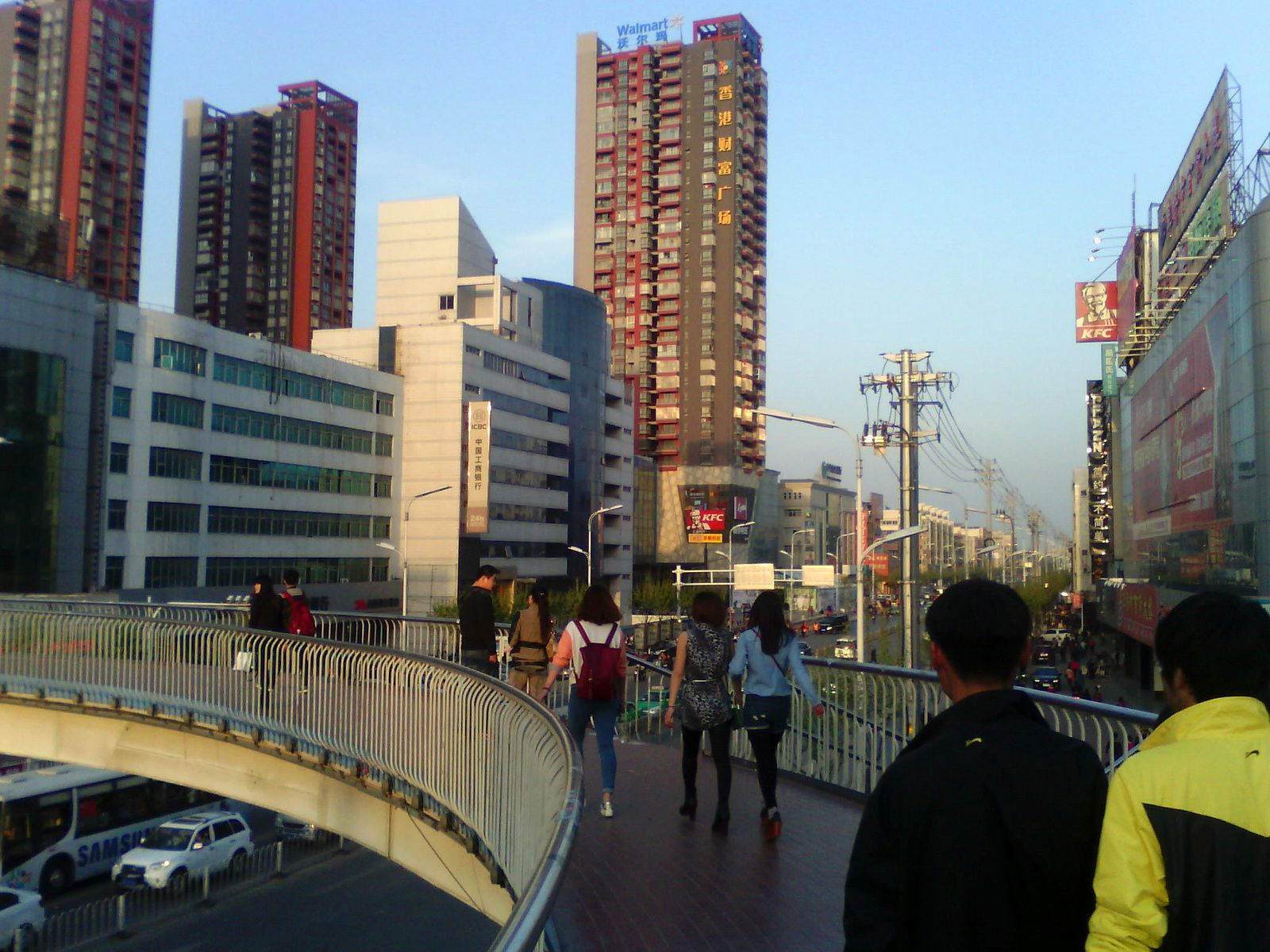
Desarrollo comercial en el corazón de la ciudad de Fuyang

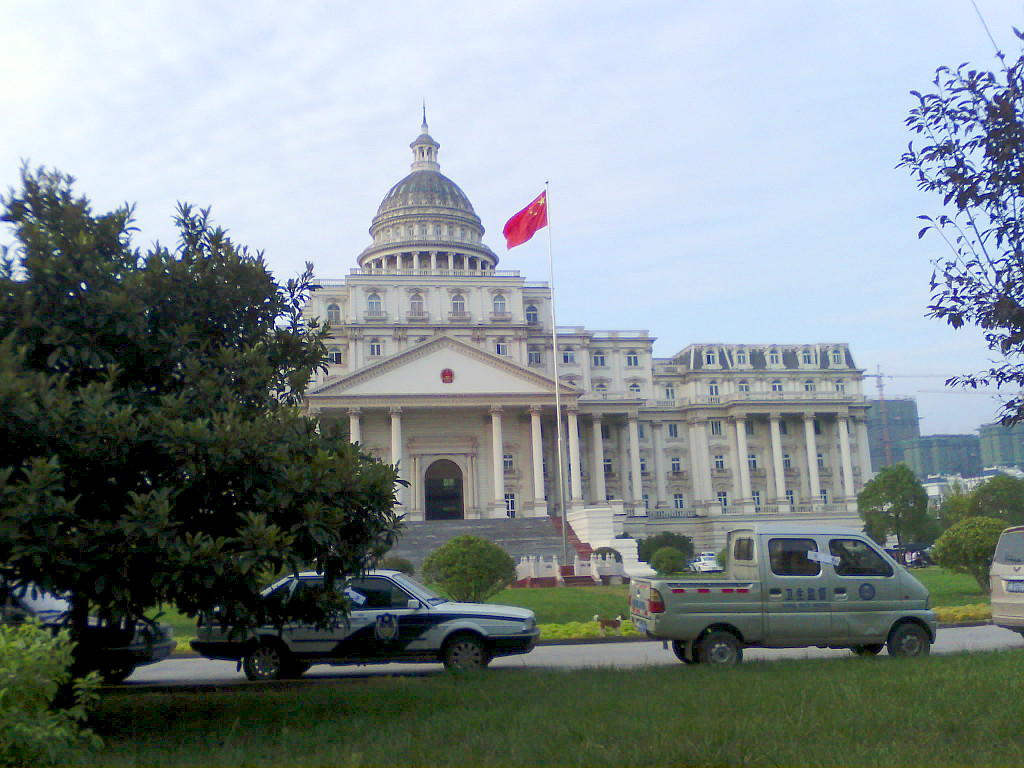
Oficina del gobierno en la ciudad de Fuyang

La agricultura en Anhui varía según las zonas climáticas que atraviesa la provincia. Al norte del río Huai se cultiva trigo y batatas, mientras que al sur del río Huai se cultiva arroz y trigo.
Los recursos naturales de Anhui incluyen el hierro en Ma'anshan, el carbón en Huainan y el cobre en Tongling. Hay industrias relacionadas con estos recursos naturales (por ejemplo, la industria del acero en Ma'anshan). Una de las famosas empresas con sede en Anhui es la compañía de automóviles Chery, que tiene su sede en Wuhu.
En comparación con sus vecinos más prósperos del este, Zhejiang y Jiangsu, Anhui se ha quedado notablemente atrás en cuanto a desarrollo económico, con un PIB per cápita en torno a la mitad de esas dos provincias en 2017, que mejoró rápidamente desde 1/3 de esas dos provincias en 2010. Sin embargo, el PIB per cápita provincial se basa en la población empadronada en la provincia (es decir, con Hukou local), pero no necesariamente residente en ella. Por lo tanto, es probable que se subestime el PIB per cápita de las provincias con muchos residentes que trabajan en otros lugares. [cita requerida]
También existe una gran disparidad regional, y la mayor parte de la riqueza se concentra en las regiones industriales cercanas al río Yangtze, como Hefei, Wuhu y Ma'anshan.
El PIB nominal de Anhui para 2016 fue de aproximadamente 2,4 billones de yuanes (365.800 millones de dólares) en el año de 2016. En 2017, el PIB de la provincia superó por primera vez el de Pekín. Se considera una economía de tamaño medio en términos de producción económica. La provincia cuenta con algunas empresas de alta tecnología como iFlyTek, que fue incluida en la lista de las empresas más inteligentes del mundo en 2016. Sobre la base de iFlyTek, en la década de 2010 se fundó China Speech Valley, que representa la mayor concentración de inteligencia artificial comercializada en China. La provincia es el mayor clúster de China de electrodomésticos, así como de muchos productos electrónicos, con los centros de fabricación de mayor volumen de Haier, Hisense, Whirlpool, Gree, Royalstar, Meling. Hefei, como capital de Anhui, es probablemente uno de los mayores centros de fabricación de inteligencia de China en el mundo.
Además, la provincia ha desarrollado muchas otras industrias/empresas dentro de diferentes campos, tales como:
- Industrias sanitarias: Anke Bio, Tonrol Pharm, Zhaoke Pharm
- Nuevas energías y materiales: JA Solar, SunGrow, Guofeng Plastic, 3M Materials, Unilever
- Seguridad pública: Sun Create, KDlian, China Meyer
- Automóviles y maquinaria de construcción: JAV, Chery, Volkswagen Electronic, Continental AG, Heli Forklift
- Construcción: Conch Cemento
- Semiconductores y electrónica: Hejing Electronic Co, BOE
- Metal: Tongling Non-ferrous Metal, Maanshan Steel
- Robótica: CSG, Keyiren
- Agricultura y alimentación: Fengle Seed, Huida Agro

77 empresas de la lista Fortune 500 operan en esta provincia, entre ellas 3M, ABB, VW, Continental AG y Unilever.

### Principales zonas de desarrollo económico y tecnológico
- Zona de Desarrollo Económico y Tecnológico de Hefei

La Zona de Desarrollo Económico y Tecnológico de Hefei está situada en el suroeste de Hefei. La zona está dividida en dos áreas funcionales. La parte este está destinada a la fabricación y cuenta con dos parques; la parte oeste es donde se encuentran el centro de negocios, la ciudad universitaria de Hefei y el centro comunitario internacional. Se fundó en 1993 y está situada cerca del Aeropuerto Internacional de Hefei Luogang.
- Zona de Desarrollo Industrial de Alta Tecnología de Hefei

La Zona de Desarrollo Industrial de Alta Tecnología de Hefei fue fundada en octubre de 1990 y aprobada por el Consejo de Estado como Zona de Desarrollo a nivel estatal en marzo de 1991. En 1997, la Zona de Desarrollo fue ratificada como Parque Industrial de Ciencia y Tecnología de la APEC, con políticas especiales abiertas a los miembros de la APEC y la UE. El Parque de Alta Tecnología de Hefei también fue aprobado como Base Nacional de Exportación de Alta Tecnología en el año 2000 y obtuvo la distinción de Zona de Alta Tecnología Avanzada dentro del Programa Antorcha en 2003. Hasta ahora, más de 100 empresas de alta tecnología han entrado en la zona. Las industrias fomentadas en la zona incluyen la producción y el procesamiento de productos químicos, el ensamblaje y la fabricación de productos electrónicos, la industria pesada, la producción de instrumentos y equipos industriales, los equipos y suministros médicos, la investigación y el desarrollo, y los equipos de telecomunicaciones.
- Zona de Desarrollo Económico y Tecnológico de Wuhu

Establecida en 1993, la Zona de Desarrollo Económico y Tecnológico de Wuhu es la primera zona de desarrollo a nivel estatal aprobada por el gobierno central en la provincia de Anhui. Como centro neurálgico en el oeste del delta del Yangtze, es un lugar ideal para los negocios en China Central y China Oriental, como lugar de fabricación o centro logístico debido a la gran ventaja del transporte. El puerto de Wuhu es el último puerto fino de aguas profundas que va contra el río Yangtse. Es la principal base de comercio exterior y centro de transporte de ultramar. Desde Wuhu se tarda 1 hora en llegar al aeropuerto internacional de Nanjing Lukou y al de Hefei Luogang.
- Zona de Procesamiento de Exportaciones de Wuhu

La Zona de Procesamiento de Exportaciones de Wuhu fue aprobada como zona de procesamiento de exportaciones a nivel nacional por el Consejo de Estado. La Zona de Procesamiento para la Exportación de Wuhu está situada en la Zona de Procesamiento para la Exportación de Wuhu, con una superficie total prevista de 2,95 km² (1,14 millas cuadradas), siendo la primera fase de 1,1 km² (0,42 millas cuadradas). Está situada cerca del aeropuerto y el puerto de Wuhu. Entre las industrias que se fomentan en la zona se encuentran la de ensamblaje y fabricación de productos electrónicos, la industria pesada, la producción de instrumentos y equipos industriales, el transporte/almacenamiento/logística, el comercio y la distribución.

## Transporte

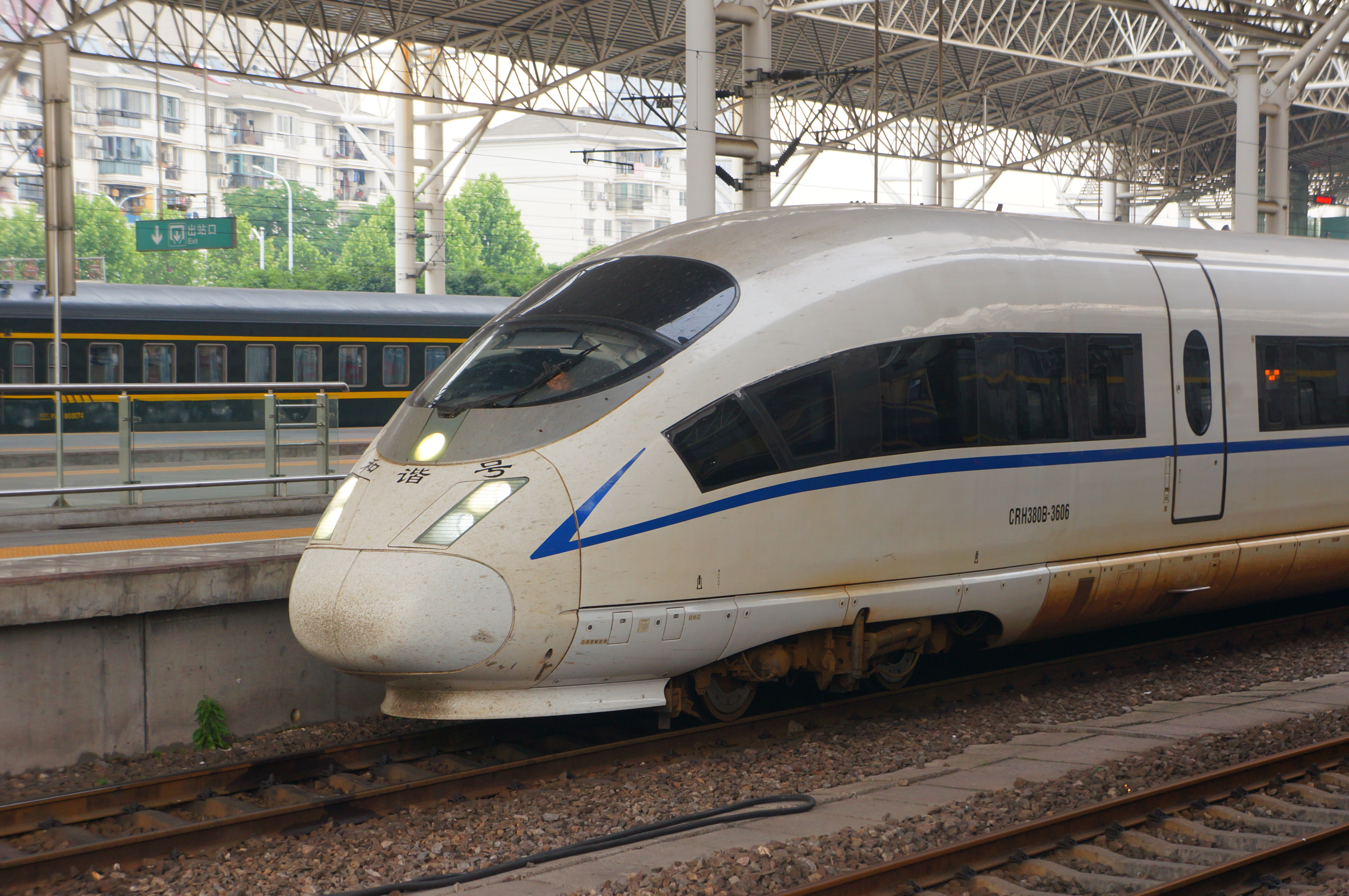
Un tren de alta velocidad en la estación de tren de Hefei

Históricamente, la red de transportes de Anhui se veía obstaculizada por la falta de puentes que cruzaran el río Yangtze, que divide la provincia en regiones del norte y del sur. El primer puente sobre el Yangtze en Anhui, el de Tongling, se completó en 1995. En octubre de 2014, Anhui tenía cuatro puentes sobre el Yangtze, en Ma'anshan, Wuhu, Tongling y Anqing.

### Ferrocarril

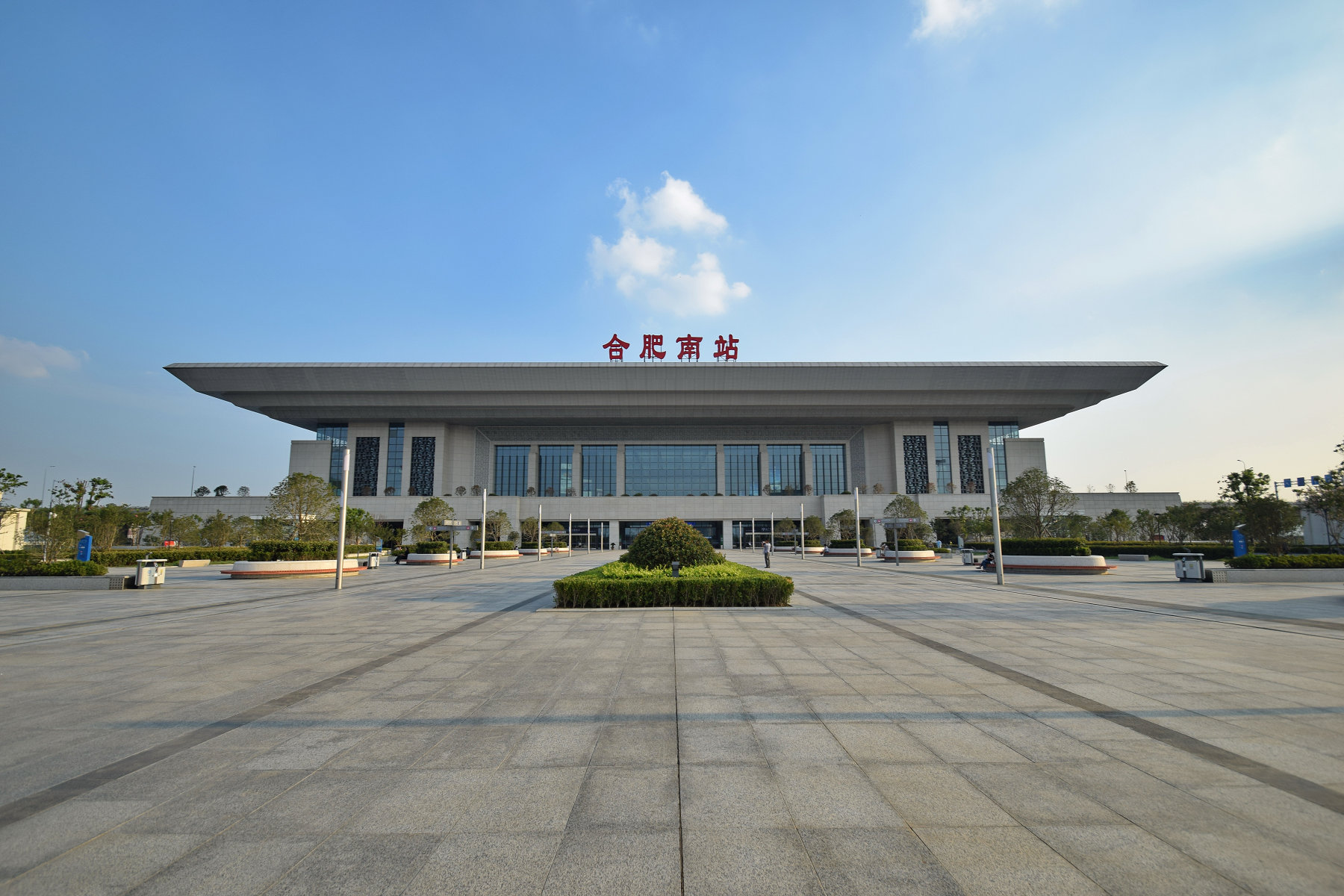
Estación de tren de Hefei Sur

Anhui era un lugar con falta de red ferroviaria. La situación ha mejorado en los últimos 20 años. La mayoría de las ciudades de esta provincia están ahora conectadas por un sistema de trenes de alta velocidad. La más reciente es la estación ferroviaria de Hefei Sur, por donde pasan la mayoría de los trenes de alta velocidad. El gobierno chino estableció a Hefei como el principal centro ferroviario nacional en 2016. Además, según el gobierno central chino, Anhui establecerá al menos 5 subcentrales ferroviarias en los próximos 5 años.
Dado que Hefei es el centro del sistema de trenes de alta velocidad de China, hay muchas líneas ferroviarias importantes que conectan las ciudades de esta provincia, entre ellas:
- Ferrocarril de alta velocidad Shanghái-Wuhan-Chengdu
- Ferrocarril de alta velocidad Hefei-Fuzhou
- Ferrocarril de alta velocidad Hefei-Bengbu
- Ferrocarril de alta velocidad Shangqiu-Hefei-Hanzhou
- Línea de alta velocidad Hefei-Anqing-Jiujiang
- Línea de alta velocidad Hefei-Qingdao (en construcción)
- Ferrocarril de alta velocidad Nanjing-Xi'an (en construcción)
- Ferrocarril de Huainan
- Ferrocarril Hefei-Jiujiang
- Ferrocarril Nanjing-Xi'an
- Ferrocarril Lujiang-Tongling (en construcción)

### Sistema de autopistas

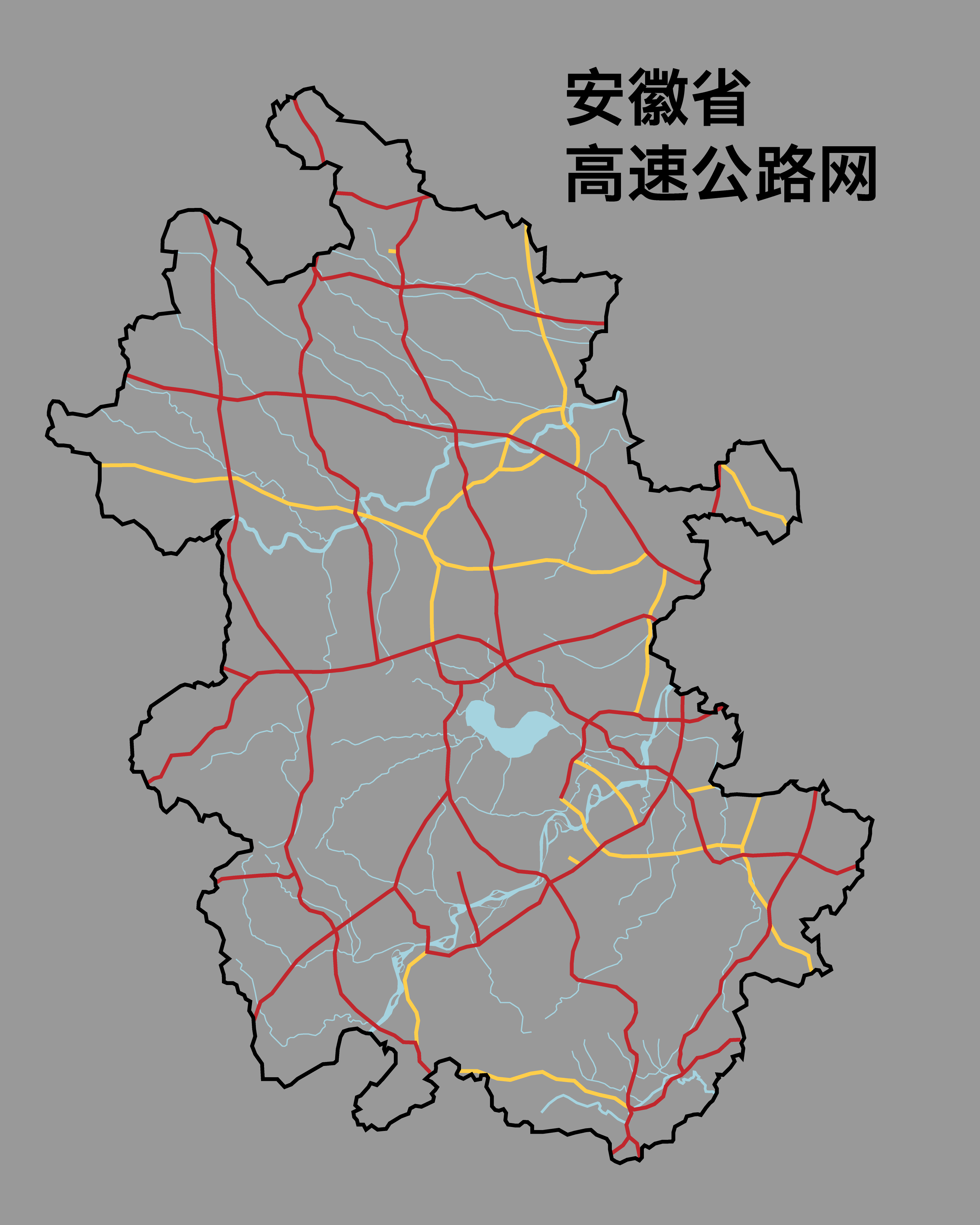
Mapa de la red de autopistas principales en la provincia

Varias ciudades de Anhui se han convertido en la encrucijada del sistema de carreteras de China. La provincia ha establecido un ambicioso plan de 2015 a 2025. Algunas autopistas importantes son:
G3 Autopista Pekín-Taipéi
G40 Autopista Shanghái-Xi'an
G42 Autopista Shanghái-Chengdu
S24 Autopista Changshu-Hefei
Y G4212, G5011, Carretera Nacional 206, Carretera Nacional 312, Carretera Nacional 346, S17 Autopista Bengbu-Hefei, Autopista G3W
Esta es una razón importante por la que muchas empresas de transporte urgente establecen sus centros de operaciones en Hefei.

### Metro
Hefei y Wuhu ya cuentan con sistemas de metro completos, y hay 9 ciudades en Anhui con claros planes futuros de sistemas de metro.
El metro de Hefei cuenta con 2 líneas terminadas, 3 líneas en construcción y otras 10 líneas previstas. El metro de Wuhu tiene 2 líneas de metro en construcción y otras 3 líneas planificadas.

### Aviación
La provincia cuenta con 5 grandes aeropuertos comerciales y otros 4 grandes aeropuertos en construcción. El Aeropuerto Internacional de Hefei Xinqiao y el Aeropuerto Internacional de Huangshan son los 2 aeropuertos internacionales. Los 5 aeropuertos en funcionamiento son:
- Aeropuerto Internacional de Hefei Xinqiao (IATA: HFE, OACI: ZSOF)
- Aeropuerto Internacional de Huangshan Tunxi (IATA: TXN, OACI: ZSTX)
- Aeropuerto de Fuyang Xiguan (IATA: FUG, OACI: ZSFY)
- Aeropuerto de Anqing Tianzhushan (IATA: AQG, OACI: ZSAQ)
- Aeropuerto de Chizhou Jiuhuashan (IATA: JUH, OACI: ZSJH)

Los 4 aeropuertos en construcción son:
- Aeropuerto de Wuhu Xuancheng
- Aeropuerto de Suzhou Dadian
- Aeropuerto de Bengbu Tenghu[11]
- Aeropuerto de Bozhou

## Cultura

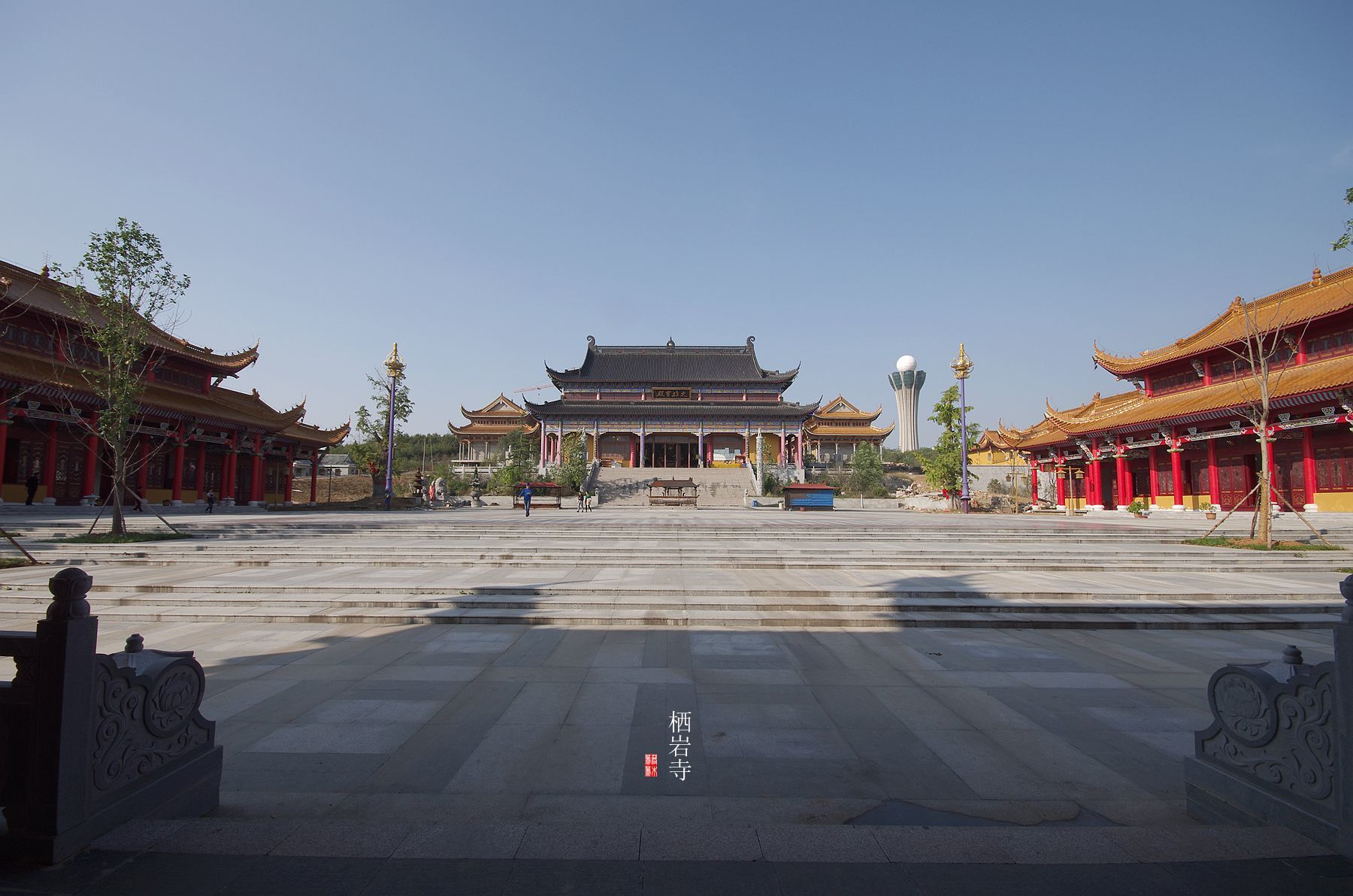
Templo religiso de Xiyan.

Anhui abarca muchas regiones geográficas y culturales. Las partes norteñas y más llanas de la provincia, a lo largo del río Huai y más al norte, son más parecidas a provincias vecinas como Henan, Shandong y el norte de Jiangsu. En cambio, las partes meridionales y montañosas de la provincia son más similares en cultura y dialecto a otras provincias meridionales y montañosas, como Zhejiang y Jiangxi.
Los dialectos del mandarín se hablan en la parte norte y central de la provincia, al norte del río Yangtze. Los dialectos del norte (por ejemplo, el dialecto de Bengbu) se clasifican como mandarín de Zhongyuan, junto con los dialectos de provincias como Henan y Shandong; los dialectos de las partes centrales (por ejemplo, el dialecto de Hefei) se clasifican como mandarín de Jianghuai, junto con los dialectos de las partes centrales de la vecina provincia de Jiangsu. Al sur del Yangzi se hablan dialectos no mandarines: los dialectos de Wu se hablan en la ciudad de la prefectura de Xuancheng, aunque están siendo rápidamente sustituidos por el mandarín de Jianghuai; los dialectos de Gan se hablan en algunos condados del suroeste que limitan con la provincia de Jiangxi; y los dialectos de Huizhou se hablan en unos diez condados del extremo sur, un grupo pequeño pero muy diverso y único de dialectos chinos.
El huangmeixi, originario de los alrededores de Anqing, en el suroeste de Anhui, es una forma de ópera tradicional china muy popular en toda China. El huiju, una forma de ópera tradicional originada en las zonas de habla huizhou del sur de Anhui, es uno de los principales precursores de la Ópera de Pekín; en la década de 1950, el huiju (que había desaparecido) fue resucitado. El Luju es un tipo de ópera tradicional que se encuentra en todo el centro de Anhui, de este a oeste.
La cocina de Anhui es una de las ocho grandes tradiciones de la cocina china. Combinando elementos de la cocina del norte de Anhui, del centro-sur de Anhui y de las zonas de habla huizhou del sur, la cocina de Anhui es conocida por su uso de la caza y las hierbas silvestres, tanto de la tierra como del mar, y por sus métodos de preparación comparativamente sencillos.
Anhui tiene una gran concentración de productos tradicionales relacionados con la caligrafía: Xuanzhou (hoy Xuancheng) y Huizhou (hoy la ciudad de Huangshan) son veneradas por la producción de papel Xuan y tinta Hui, respectivamente, considerados tradicionalmente los mejores tipos de papel y tinta para la caligrafía china. El condado de She es famoso por la piedra de tinta She, uno de los tipos preferidos de piedras de tinta (una herramienta necesaria en la caligrafía tradicional).

## Educación

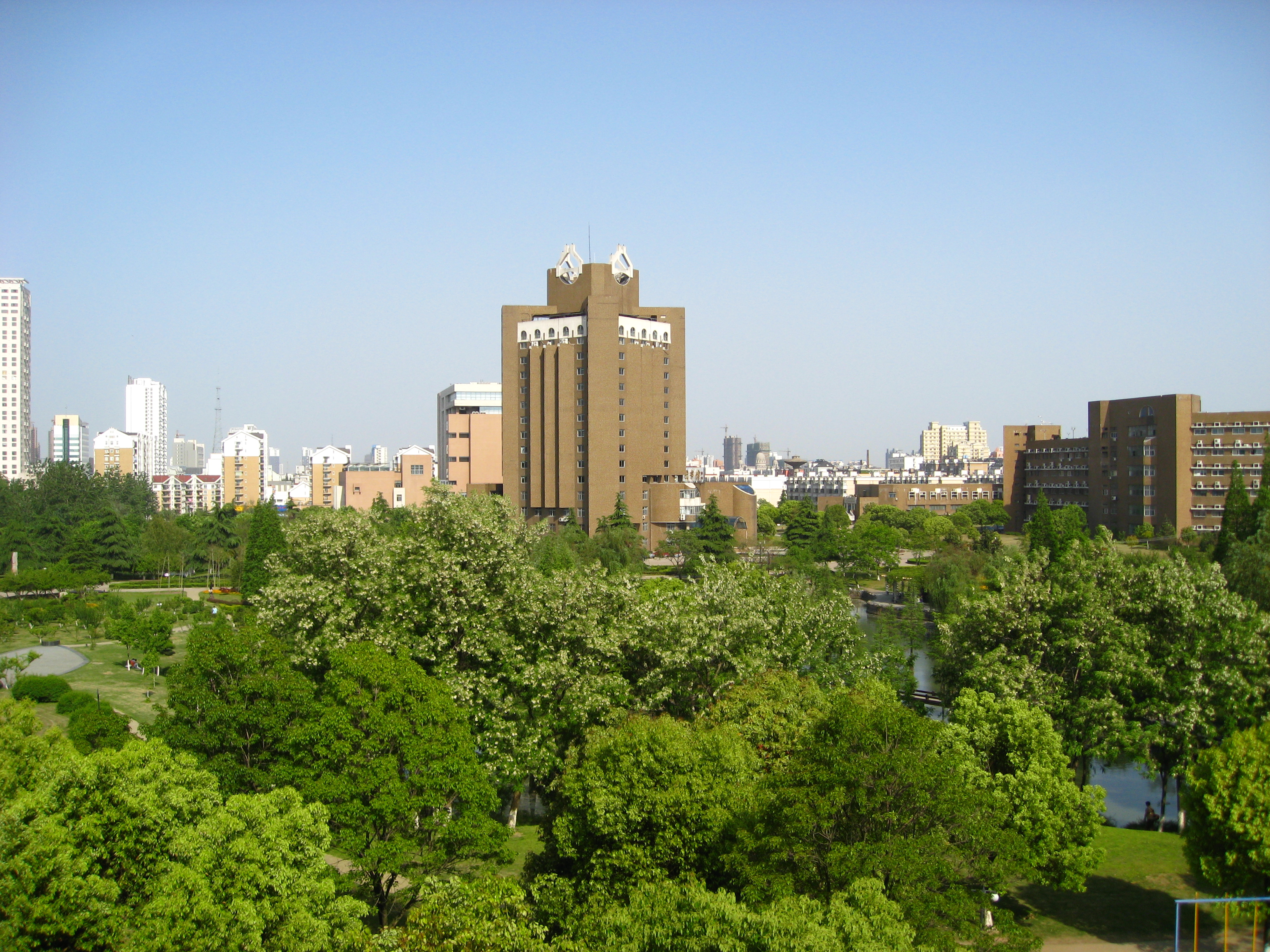
Universidad de la Ciencia y Tecnología de China

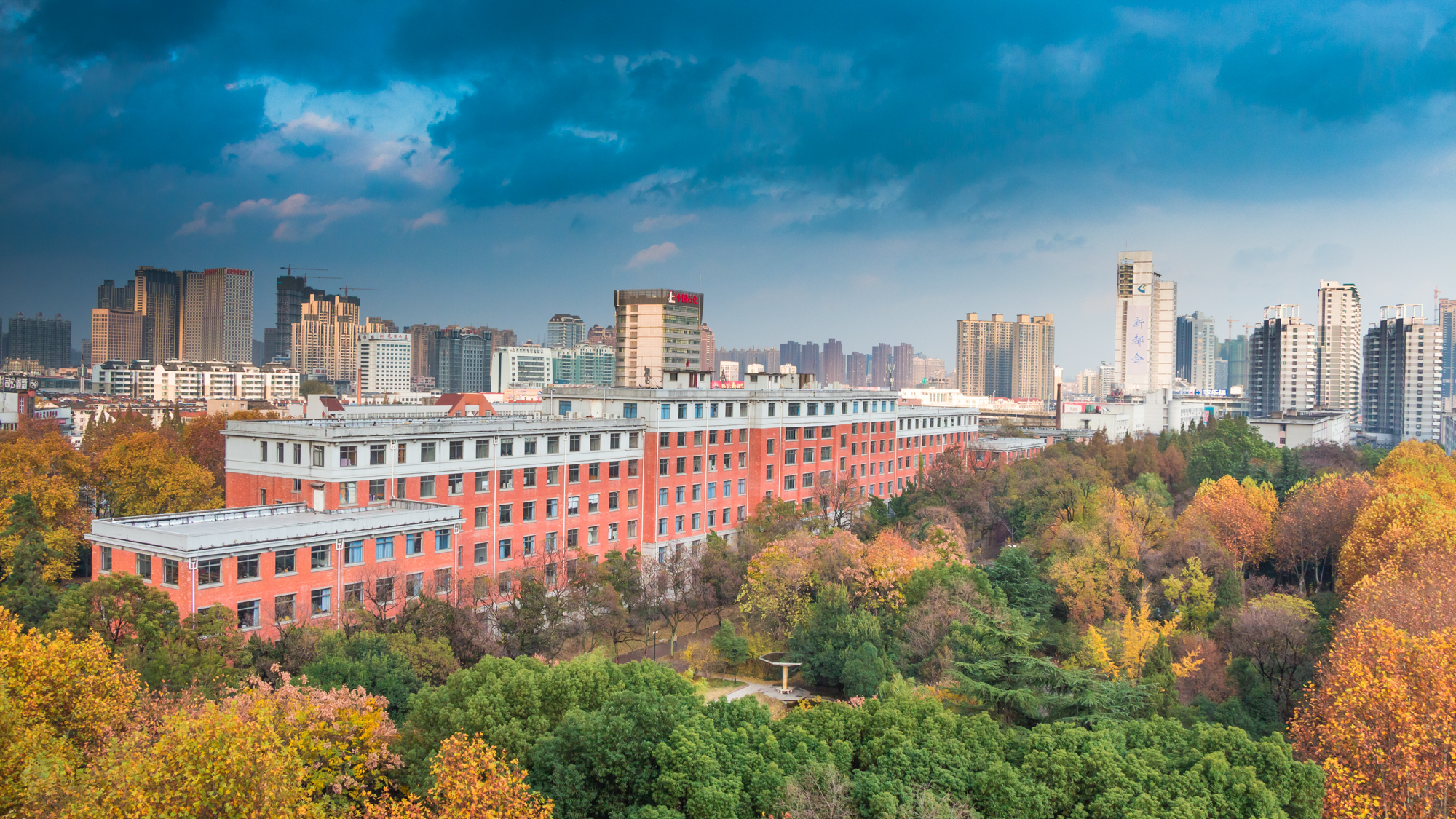
Campus principal de la Universidad de Tecnología de Hefei

Anhui tiene algunas buenas universidades. La mayoría de las universidades de Anhui se encuentran en Hefei, Wuhu, Bengbu, Maanshan, algunas de ellas son bastante conocidas. En concreto, Hefei es una de las ciudades centrales de investigación más importantes de China, con una capacidad de investigación científica básica de primer orden.

### Universidades públicas
- University of Science & Technology of China, One of China's top University as well as world renowned research and engineering institution.
- Hefei University of Technology, China well-known Engineering School
- Anhui University, China Key University
- Anhui Agricultural University, in Hefei
- Anhui Medical University
- Anhui Normal University, in Wuhu
- Anhui University of Finance and Economics, in Bengbu
- Anhui University of Technology, in Ma'anshan
- Anhui University of Technology and Science, in Wuhu City
- Anhui University of Traditional Chinese Medicine
- Anhui University of Science & Technology, in Huainan
- Anqing Teachers College, in Anqing
- Fuyang Teachers College, in Fuyang
- Hefei Normal University, in Hefei
- Wannan Medical College, in Wuhu City
- Hefei Institutes of Physical Science, Chinese Academy of Sciences in Hefei
- Beihang University (BUAA) - Hefei Campus
- Beijing Foreign Studies University (BFSU) - Hefei Campus
- Tianjin University (TJU) - Hefei Graduate School
- Peking University (PKU) - Hefei Graduate School
- Tsinghua University (THU) - Hefei Institute of Public Safety Research

### Universidades militares
- National University of Defense Technology (NUDT) - Hefei Campus
- PLA Artillery University
- PLA Armoured Force University
- PLA Vehicle University
- PLA Air Force Flight Academy(13th)
- Armed Police Command College(Hefei)